# Арлингтон (Висконсин)
Арлингтон (енгл. Arlington) град је у америчкој савезној држави Висконсин.

## Демографија
По попису из 2010. године број становника је 819, што је 335 (69,2%) становника више него 2000. године.
| Група             | 2000.       | 2010.       |
| Белци             | 479 (99,0%) | 790 (96,5%) |
| Афроамериканци    | 1 (0,2%)    | 10 (1,2%)   |
| Азијати           | 1 (0,2%)    | 0 (0,0%)    |
| Хиспаноамериканци | 3 (0,6%)    | 11 (1,3%)   |
| Укупно            | 484         | 819         |